# Kornelius Lems
Kornelius Lems (1931 - 1968) fue un botánico y ecólogo holandés, residente en los Estados Unidos, que trabajó extensamente sobre la flora de Canarias.
Falleció prematuramente a consecuencia de un siniestro automovilístico.

## Algunas publicaciones
- 1962. Adaptive Radiation in Ericaceaee: shoot development in the Andromedeae. Vol. 1. 5 pp.

### Libros
- 1977. Phytogeographic Study of the Canary Islands. Editor Univ. Microfilms

- 1960. Floristic Botany of the Canary Islands: A Compilation of the Geographic Distribution, Dispersal Types, Life Forms. Editor Institut botanique de l'Univ. de Montréal, 188 pp.

- 1957. The Grading of Dispersal Types in Plant Communities and Their Ecological Significance. Contributions (Montreal) 71. Con Pierre Mackay Dansereau. Editor Institut botanique de l'Univ. de Montréal, 52 pp.

## Honores
- 1965: Beca Guggenheim

### Eponimia
- (Asteraceae) Argyranthemum lemsii Humphries[2]

- (Boraginaceae) Echium × lemsii G.Kunkel[3]

- (Brassicaceae) Descurainia lemsii Bramwell[4]

- (Chrysobalanaceae) Hirtella lemsii L.O.Williams & Prance[5]

- (Crassulaceae) Aeonium × lemsii G.Kunkel[6]

- (Verbenaceae) Citharexylum lemsii Moldenke[7]

- La abreviatura «Lems» se emplea para indicar a Kornelius Lems como autoridad en la descripción y clasificación científica de los vegetales.[8]